# Cecilia Fusco
Cecilia Fusco (Roma, 10 giugno 1933 – Latisana, 26 novembre 2020) è stata un soprano italiano.

## Biografia

### Origini
Nacque e crebbe a Roma in una prolifica famiglia di musicisti. Il padre Giovanni Fusco era infatti un compositore di colonne sonore cinematografiche, le cui musiche restano legate a film di Michelangelo Antonioni, Francesco Maselli, i fratelli Taviani, Jean-Luc Godard, Alain Resnais, Renato Castellani e molti altri. La madre Adriana Dante, pianista allieva di Alfredo Casella, si occupava assieme a monsignor Ennio Francia della direzione artistica della Messa degli Artisti, movimento che ha coinvolto personalità romane e italiane, cattoliche ma non solo negli anni cinquanta e sessanta. Il fratello Enrico detto "Kiko", divenne anche lui musicista: prima tastierista del gruppo beat Le Pecore Nere, in seguito membro del gruppo vocale Schola Cantorum. Le abituali frequentazioni di casa Fusco, tra cui Goffredo Petrassi, Franco Ferrara, Guido Turchi, Francesco Siciliani e Franco Mannino, fecero sì che la giovane Cecilia sviluppasse una spiccata musicalità.

### Attività musicale
Dopo gli studi presso il Conservatorio Santa Cecilia a Roma e la vittoria del concorso Puccini indetto dalla RAI, fece il suo precoce debutto nel 1958 al Teatro Margherita di Genova in Rigoletto nel ruolo di Gilda. Di li a poco (1960) seguì la sua prima scrittura al Teatro alla Scala di Milano come Barbarina ne Le Nozze di Figaro sotto la bacchetta di Herbert Von Karajan.
La lunga collaborazione col teatro milanese la vide calcare svariate volte le tavole del Piermarini e della Piccola Scala in Don Pasquale, La sonnambula, Un ballo in maschera, Arianna a Nasso, La scala di seta, La serva padrona, Miseria e nobiltà (di Jacopo Napoli), Il buon soldato Sweik (di G. Turchi in prima esecuzione), Serse, Ifigenia in Tauride, Stabat Mater (di Pergolesi), Bohéme ed altre.
Per oltre un trentennio, tra gli anni sessanta e ottanta la sua carriera la portò ad esibirsi in molti teatri d'opera italiani e stranieri, tra cui vale la pena citare il Teatro La Fenice di Venezia, il Teatro Comunale di Bologna, il Teatro Verdi (Trieste) di Trieste, il Teatro San Carlo di Napoli, il Teatro Massimo di Palermo, il Teatro Massimo Bellini di Catania, il Teatro Regio di Parma, il Teatro alla Pergola di Firenze, l'Opera di Roma, il Teatro Petruzzelli di Bari, così come il Teatro Liceu di Barcellona, il Teatro Bolscioi di Mosca, il Teatro della Zarzuela e il Teatro Real di Madrid, lo Staatstheater di Monaco di Baviera, l'Opera del Cairo, l'Opera di Parigi, il Kennedy Center di Washington, il Théâtre de la Monnaie di Bruxelles e il Metropolitan Opera di New York.
La sua attività non si limitò all'opera; la Fusco affrontò con pari risultati il repertorio concertistico presso importanti istituzioni musicali quali l'Accademia nazionale di Santa Cecilia di Roma, l'Accademia Filarmonica Romana, la Sagra Musicale Umbra, la Salle Pleyel di Parigi, la Carnegie Hall di New York e l'Albert Hall di Londra.
Collaborò a lungo col complesso I virtuosi di Roma diretti da Renato Fasano, specializzati nel repertorio operistico e da camera del 600/700 italiano, con i quali ha cantato all'Expo 1970 di Osaka.
Nel corso della sua carriera fu diretta da Herbert Von Karajan, Igor' Fëdorovič Stravinskij, Paul Hindemith, Francesco Molinari-Pradelli, Arturo Basile, Bruno Bartoletti, Franco Capuana, Piero Bellugi, Alberto Zedda, Oliviero De Fabritiis, Franco Ferrara, Nino Sanzogno, Peter Maag, Gianandrea Gavazzeni e Claudio Abbado.

### Attività didattica
Dagli anni ottanta iniziò a dedicarsi all'insegnamento del canto, sia presso diversi conservatori italiani (il N. Piccinni di Bari, poi il Giuseppe Tartini di Trieste) sia tenendo masterclass di perfezionamento in varie località d'Italia.

### Morte
Risultata positiva al Covid-19, muore per le complicazioni della malattia all'età di 87 anni, il 26 novembre 2020, a Latisana.

## Discografia parziale
Ha inciso per RCA, Deutsche Grammophon, Fonit Cetra, La Voce del Padrone, Nuova Carisch e per la RAI nelle sedi di Milano, Roma, Napoli e Torino.
- Auber, Fra' Diavolo, Basile
- Cavalli, L'Ormindo, Fasano
- Donizetti, L'ajo nell'imbarazzo, Ferrara
- Donizetti, Rita, Zedda
- Handel, Alcina, Rescigno
- Haendel, Il pastor fido, Gerilli
- Mayr, Medea in Corinto, Arena
- Paisiello, 'Il re Teodoro in Venezia, Fasano
- Pergolesi, Lo Frate 'nnammurato, Cillario
- Puccini, Gianni Schicchi, Pradella
- Puccini, La Rondine, Molinari-Pradelli
- Rossini, L'occasione fa il ladro, Colonna
- Scarlatti, Sedecia re di Gerusalemme, Bellugi (1962)
- Wolf-Ferrari, Le donne curiose, de Fabritiis

## Teatrografia parziale
- Donizetti, L'ajo nell'imbarazzo, regia di Vasco Ugo Finni
- Rossini, Rita, regia di Filippo Crivelli